# La collana della regina (film 1946)
La collana della regina (L'Affaire du collier de la reine) è un film del 1946 diretto da Marcel L'Herbier.

## Produzione
Il film fu prodotto dall'Île de France Film. Venne girato a Versailles e negli studi di Saint-Maurice a Val-de-Marne.

## Distribuzione
Distribuito dalla Consortium du Film, il film uscì in Francia presentato in prima a Parigi l'11 settembre 1946. In Italia fu distribuito nel 1950.